# TV Alterosa Belo Horizonte
TV Alterosa Belo Horizonte é uma emissora de televisão brasileira sediada em Belo Horizonte, capital do estado de Minas Gerais. Opera no canal 5 (36 UHF digital) e é afiliada ao SBT. Pertencente aos Diários Associados, é a geradora da Rede Alterosa, que transmite seus programas locais para as outras quatro emissoras da rede no interior do estado. Seus estúdios localizam-se na sede do jornal Estado de Minas no bairro dos Funcionários, onde funciona toda a holding dos Diários Associados em Belo Horizonte, e sua antena de transmissão fica no alto da Serra do Curral, no bairro do Belvedere.

## História
A TV Alterosa foi fundada em 13 de março de 1962 pelo extinto Sistema Estaminas de Comunicação e dois anos mais tarde foi incluída no grupo dos Diários Associados, formado por veículos de comunicação de todo o Brasil. Em 1969, passou a retransmitir a programação da Rede de Emissoras Independentes.
Funcionou no canal 2 de Belo Horizonte nos seus primeiros quinze anos, até 1977. Neste ano, é transferida para o canal 5. O canal 2 ficou desocupado até 1991, quando Newton Cardoso fundou a TV Sociedade, atual RecordTV Minas.
Em 1980, com a cassação da concessão da Rede Tupi, em São Paulo, a sua retransmissora em Belo Horizonte, a TV Itacolomi, também saiu do ar. Nesse ano, foi desenvolvido um plano de crescimento e investimentos para a TV Alterosa. O prédio localizado na Avenida Assis Chateaubriand, antiga sede da Itacolomi, passou a ser da Alterosa. Em 19 de agosto de 1981, é criado o Sistema Brasileiro de Televisão, de propriedade de Silvio Santos, e a TV Alterosa torna-se uma de suas primeiras afiliadas. Em 1991, nesse mesmo prédio, foi inaugurado o Teatro Alterosa.
Em 1996, além de instalar um sistema digital de transmissão, a TV Alterosa passou a enviar seu sinal até o satélite Brasilsat B1 e, a partir daí, para qualquer município de Minas. Com isso, surge a Rede Alterosa.
Em 23 de janeiro de 2008, a TV Alterosa comprou 50% do capital acionário da TV Brasília, pertencente às Organizações Paulo Octávio. Pela transação, coube à TV Alterosa a gestão do negócio e o controle comercial e editorial da emissora. Com a aquisição, a TV Brasília retornou aos Diários Associados, depois de sete anos. O gerente técnico da TV Alterosa, Luis Eduardo Leão, assume a TV Brasília como superintendente, acumulando o cargo que ocupa em Minas Gerais.
Em junho de 2020, mergulhada há anos numa crise financeira, a TV Alterosa vendeu sua antiga sede no bairro da Floresta, e mudou seus estúdios para o 7.º andar do prédio do jornal Estado de Minas, no bairro Funcionários. Com a mudança, os programas ganharam novos cenários e foram completamente repaginados a partir de 6 de julho.

## Sinal digital
| Canal virtual | Canal digital | Resolução de tela | Programação                                |
| ------------- | ------------- | ----------------- | ------------------------------------------ |
| 5.1           | 36 UHF        | 1080i             | Programação principal da TV Alterosa / SBT |

A emissora iniciou os testes para implantação do seu sinal digital na segunda semana de abril de 2009, através do canal 36 UHF, sendo a quinta emissora da Grande Belo Horizonte a operar com a nova tecnologia. Em 18 de abril, transmitiu em caráter experimental o programa Caju e Totonho em Off em alta definição.
Em 8 de maio de 2009, a TV Alterosa inaugurou oficialmente o seu sinal digital, em uma cerimônia realizada na sede da emissora em Belo Horizonte, e que contou com a presença do então ministro das comunicações Hélio Costa, que acionou simbolicamente o sinal digital da emissora. A TV Alterosa também foi a primeira emissora de TV do país a testar o recurso de interatividade para a televisão digital, em um evento realizado no Polo de Tecnologia do Porto Seco, em Betim, no mesmo dia em que foi lançado o sinal digital da emissora. Em 4 de abril de 2016 a TV Alterosa passou a transmitir seus programas em alta definição, com exceção apenas dos que eram feitos ao vivo, que só passaram a ser em HD em 6 de julho de 2020.
Transição para o sinal digital
Com base no decreto federal de transição das emissoras de TV brasileiras do sinal analógico para o digital, a TV Alterosa Belo Horizonte, bem como as outras emissoras de Belo Horizonte, cessou suas transmissões pelo canal 5 VHF em 22 de novembro de 2017, seguindo o cronograma oficial da ANATEL. O sinal foi cortado às 23h59, durante o Programa do Ratinho, e foi substituído pelo aviso do MCTIC e da ANATEL sobre o switch-off.

## Controvérsias
Em 2019, o apresentador Stanley Gusman, se envolveu em uma polêmica e recebeu acusações de racismo por conta de um comentário feito no programa Alterosa Alerta. Ao se referir ao presidente do Ibope, Carlos Montenegro, Gusman afirmou “eu sei muita muita coisa. Dentre elas, sei quem é o dono do Ibope. O nome do cara é Montenegro. Se ele fosse do bem, ele ia chamar ‘Montebranco'”. A fala gerou revolta nas redes sociais e também uma nota de repúdio do Sindicato dos Jornalistas Profissionais de Minas Gerais, que afirmou que “espera que o caso seja devidamente apurado e responsabilizado” e “considera grave e inaceitável a ofensa de conotação racial veiculada em programa da TV Alterosa”. Segundo o jornal O Tempo, Stanley afirmou: “Eu preciso me manifestar sobre o erro que cometi ao comentar o resultado da audiência no início do programa de ontem. Peço humildemente desculpas a quem eu tenha ofendido, estou extremamente constrangido e o episódio tem me feito refletir muito”.